# Polyplectropus trilobatus
Polyplectropus trilobatus är en nattsländeart som beskrevs av Oliver S. Flint Jr. 1981. Polyplectropus trilobatus ingår i släktet Polyplectropus och familjen fångstnätnattsländor. Inga underarter finns listade i Catalogue of Life.